# José Berraondo
José Angel Berraondo Insausti (San Sebastián, 4 novembre 1878 – Barcellona, 11 aprile 1950) è stato un calciatore e allenatore di calcio spagnolo.

## Carriera

### Giocatore
Berraondo fu difensore del Real Madrid dal 1904 al 1909. Durante la sua permanenza alla squadra madrilena vinse quattro Coppe del Re.

### Allenatore
Dopo la carriera come calciatore, nel 1918 Berraondo divenne allenatore della Real Sociedad, squadra della sua città natale. Dal 1921 al 1928, fu CT della Spagna con Manuel Castro González. La sua carriera da allenatore si chiuse nel 1929 dopo due stagioni al Real Madrid.

## Palmarès

### Giocatore
- Coppa di Spagna: 4

Real Madrid: 1905, 1906, 1907, 1908